# تور هیولا
تور هیولا، تور کنسرت معروف ترین رپر اهل آمریکای شمالی امینم و هنرمند باربادوسی ریحانا می‌باشد. تور در ۷ اوت ۲۰۱۴ در رز باول در پاسادنا آغاز شد و در ۲۳ اوت ۲۰۱۴ در پارک کامریکا در دیترویت به پایان رسید.

## پس زمینه
امینم و ریحانا اولین همکاری خود را در سال ۲۰۱۰ با عنوان "عاشق دروغ‌گفتن‌هاتم" منتشر کردند و پس از آن باهم سه همکاری داشتند: "عاشق دروغ‌گفتن‌هاتم (قسمت دوم)" (۲۰۱۰), "بی حس" (۲۰۱۲) و هیولا" (۲۰۱۳).
در فوریه ۲۰۱۴ اعلام شد که آنها قرار است یک مینی-تور داشته باشند. در ۱۹ مارس ۲۰۱۴، این امر تأیید و نام تور هیولا گذاشته شد که زمان سه اجرای آن اعلام گردید. خرید بلیط‌ها در ۲۸ مارس ۲۰۱۴، برای عموم مردم آزاد شد. در ۲۱ مارس ۲۰۱۴، با توجه به تقاضای مردم، بیشتر از سه اجرای دیگر به این تور اضافه شد.

## عملکرد تجاری
تور هیولا یکی از پرفروش‌ترین تورهای سال ۲۰۱۴ در آمریکای شمالی بود چرا که فروش ناخالص ۳۶ میلیون دلار را تنها در ۶ اجرا نشان می‌داد. بیش از ۵۸۱٬۷۲۶ بلیط به فروش رسید آن هم تنها با شش اجرا و میانگین ۹۶٬۹۵۴ بلیط در هر کنسرت که امری بی‌سابقه بود.
دو اجرا در ورزشگاه متلایف در نیوجرسی ۱۲٫۴ میلیون دلار فروش کرد و ششمین کنسرت پرفروش در آمریکای شمالی شد (بعد از هنرمندانی چون بیلی جوئل، جرج استریت، وان دایرکشن و گارث بروکس).

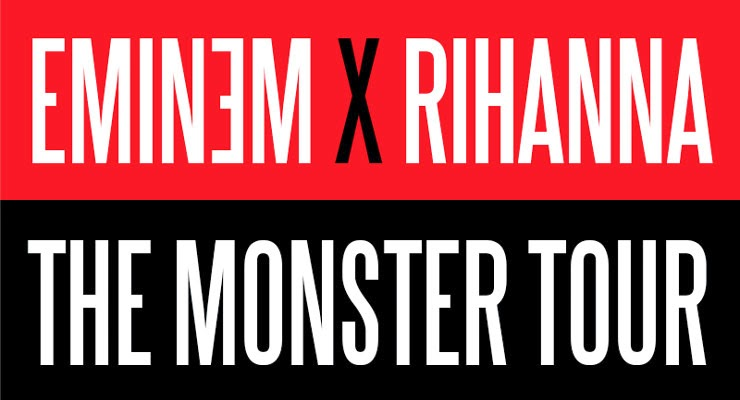
یکی از پوسترهای هیولا تور

## اجراها
| تاریخ         | شهر           | کشور         | محل برگزاری    | بلیط فروخته شده/بلیط در دسترس | فروش        |
| ------------- | ------------- | ------------ | -------------- | ----------------------------- | ----------- |
| آمریکای شمالی |               |              |                |                               |             |
| ۷ اوت ۲۰۱۴    | پاسادنا       | ایالات متحده | رز بول         | ۱۶۰٬۳۹۵ / ۱۶۰٬۳۹۵             | ۱۳٬۱۴۸٬۳۴۶$ |
| ۸ اوت ۲۰۱۴    | پاسادنا       | ایالات متحده | رز بول         | ۱۶۰٬۳۹۵ / ۱۶۰٬۳۹۵             | ۱۳٬۱۴۸٬۳۴۶$ |
| ۱۶ اوت ۲۰۱۴   | رادرفورد شرقی | ایالات متحده | ورزشگاه متلایف | ۱۴۷٬۳۷۳ / ۱۴۷٬۳۱۶             | ۱۲٬۷۲۱٬۴۱۷$ |
| ۱۷ اوت ۲۰۱۴   | رادرفورد شرقی | ایالات متحده | ورزشگاه متلایف | ۱۴۷٬۳۷۳ / ۱۴۷٬۳۱۶             | ۱۲٬۷۲۱٬۴۱۷$ |
| ۲۲ اوت ۲۰۱۴   | دیترویت       | ایالات متحده | پارک کامریکا   | ۱۰۵٬۰۹۲ / ۱۰۵٬۰۹۲             | ۱۰٬۵۹۸٬۸۸۸$ |
| ۲۳ اوت ۲۰۱۴   | دیترویت       | ایالات متحده | پارک کامریکا   | ۱۰۵٬۰۹۲ / ۱۰۵٬۰۹۲             | ۱۰٬۵۹۸٬۸۸۸$ |
| مجموع         | مجموع         | مجموع        | مجموع          | ۴۱۲٬۸۶۰ / ۴۱۲٬۸۶۰ (۱۰۰٪)      | ۳۶٬۴۰۰٬۰۰$  |